# 俄罗斯法西斯主义
俄罗斯法西斯主义的历史可以追溯到20世纪。

## 历史

### 沙俄
20世纪初俄罗斯曾存在一个名为“黑色百人团”的团体，秉持与法西斯主义类似的思想。

### 苏联

#### 斯大林时期
1922年，意大利无政府主义者路易吉·法布里在1917年俄国革命和向罗马进军后使用“红色法西斯主义”一词称呼主张使用法西斯主义方法来实现其目标的共产主义者。此后，意大利左翼政客布鲁诺·里齐、美国心理学家威廉·赖希、奥地利马克思主义者弗朗茨·博克瑙及德国马克思主义者奥托·吕勒都曾认为在斯大林治下的苏联已演变成了红色法西斯国家。

#### 冷戰
包括俄罗斯在内的几乎所有国家都曾被贴上过“法西斯”的标签。法西斯主义在二战后变得更加复杂，而各国都看重在第二次世界大战中与納粹德國战斗的正当性。林彪在1969年中共九大上所作的政治报告指勃列日涅夫治下的“苏修”是翻版的沙皇俄国，又称“他们这种法西斯主义的强盗行为，决定了他们必然覆灭的下场。”

#### 1980年代
1980年代成立的民族爱国阵线“记忆”表态支持黑色百人团。

### 1990年代
1990年成立的俄罗斯自由民主党常被称作法西斯主义团体。
法西斯团体俄罗斯民族团结同样成立于1990年。
普京主義的特点似乎符合罗伯特·帕克斯顿对法西斯主义的定义：“对社区的衰落、屈辱或受害者的痴迷，对统一、活力和纯洁的崇拜”。

## 团体

### 二戰年代
- 法西斯青年联盟（英语：Fascist Union of Youth）
- 全俄法西斯组织
- 俄罗斯法西斯党
- 俄罗斯女性法西斯运动（英语：Russian Women's Fascist Movement）
- 法西斯小家伙联盟（英语：Union of Fascist Little Ones）
- 青年法西斯联盟–先锋队 (男孩)（英语：Union of Young Fascists – Vanguard (boys)）
- 青年法西斯联盟–先锋队 (女孩)（英语：Union of Young Fascists – Vanguard (girls)）

### 1990年代
- 俄罗斯民族联盟（英语：Russian National Union）

### 2000年代
- 欧亚青年联盟（英语：Eurasian Youth Union）
- 大俄罗斯（英语：Great Russia (political party)）
- 反非法移民运动（英语：Movement Against Illegal Immigration）
- 民族爱国阵线“记忆”
- 人民民族党（英语：People's National Party (Russia)）
- 俄罗斯国家社会主义党（英语：Russian National Socialist Party）
- 俄罗斯民族团结
- 斯拉夫联盟

## 贬称
自二战前开始，左右派的政治评论家均会指责政敌是法西斯。1928年，第三国际称社會民主主義反对派是“社会法西斯主义”，社会民主主义者则回敬称约瑟夫·斯大林治下的苏联共产主义者已经演变成了“紅色法西斯主义者”。苏德互不侵犯条约签订后，《纽约时报》于1939年9月18日评论称“希特勒主义是褐色的共产主义，斯大林主义是红色的法西斯主义”。